# Deltaherpeton
Deltaherpeton — це вимерлий рід колостеїд із середньоміссісіпських (пізній візейський вік) відкладень Дельти, Айова, США. Його вперше назвали Джон Р. Болт і Р. Ерік Ломбард у 2010 році, а типовим видом є Deltaherpeton hiemstrae.
Дельтагерпетона можна відрізнити від інших колостеїдів завдяки наявності кількох унікальних кісток уздовж середньої лінії черепа, які розділяють парні кістки черепа, які зазвичай контактують одна з одною вздовж середньої лінії. До них відноситься міжносова кістка овальної форми, яка лежить на перетині парних передщелепних і носових кісток у верхній частині морди. Такі кістки відомі у кількох найдавніших чотириногих хребетних, таких як Acanthostega, Ichthyostega, Baphetidae. Позаду, на перетині носових і лобових кісток лежить пара кісток у формі ромба. Ці кістки можуть бути міжлобовими кістками, які були знайдені в деяких еріоподібних і мікрозаврів.
Крім того, у дельтагерпетона є одна постпарієтала (а не пара), яка розділяє ліву та праву надскроневу та табличну кістки на задньому краї черепа. Поодинокі постпарієтали рідко зустрічаються серед неамніотних чотириногих і їхніх родичів. Відкриття Deltaherpeton спонукало до перегляду та повторного розширення визначальних характеристик родини Colosteidae, хоча це не допомогло прояснити зв'язок між колостеїдами та іншими ранніми чотириногоподібними.
Хоча вважається, що Deltaherpeton є більш похідним, вважається, що вид жив у своєму середовищі з іншими ранніми чотириногими хребетними, такими як Whatcheeria, приблизно 339,4–336 мільйонів років тому.